# Toxodera beieri
Toxodera beieri är en bönsyrseart som beskrevs av Roger Roy 2009. Toxodera beieri ingår i släktet Toxodera och familjen Toxoderidae. Inga underarter finns listade i Catalogue of Life.